# Linda Katherine Escobar
 Linda Katherine Albert de Escobar (* 14. August 1940 in  Columbus, Ohio; † 15. Dezember 1993 in La Mesa, Kalifornien) war eine US-amerikanische Botanikerin und Hochschullehrerin. Sie war Professorin an der Universidad de Antioquia. Ihr offizielles botanisches Autorenkürzel lautet „L.K.Escobar“.

## Leben und Werk
Escobar studierte Biologie an der University of New Hampshire, wo sie 1962 den Bachelor of Science erwarb. Danach erhielt sie 1971 an der Purdue University den Master of Science und promovierte 1980 an der University of Texas at Austin mit der Dissertation: Interrelationships of the edible species of Passiflora, centering around Passiflora mollissima (H.B.K.) Bailey.
1965 arbeitete sie vier Jahre nach der Gründung des Peace Corps-Programms durch John F. Kennedy als Freiwillige in Kolumbien. Ihr Ziel war es, die Biologieausbildung nach dem BSCS-Modell (Biological Sciences Curriculum Study) zu fördern, einem modernen und kontroversen Ansatz, bei dem Themen wie Wissenschaft als Untersuchung, Komplementarität von Struktur und Funktion, genetische Kontinuität und Evolution hervorgehoben wurden.
1968 wurde sie Professorin an der kolumbianischen Universidad de Antioquia, wo sie bis zu ihrer Pensionierung tätig war. Sie errichtete dort die Lehrstühle für Ökologie und Pflanzenökologie und half beim Aufbau des Biologie-Graduiertenprogramms. Sie war von 1981 bis 1988 Direktorin des Herbariums der Universität und war Präsidentin der kolumbianischen Herbariums Association. Ihre Forschung konzentrierte sich auf die botanische Systematik der Blütenpflanzen der Familie Passifloraceae in Südamerika und sie veröffentlichte über 30 Arbeiten zu diesem Thema, darunter Artikel, Bücher, Zusammenfassungen und Notizen. Die Arten Passiflora linda und Passiflora escobariana wurden ihr zu Ehren benannt. Die Standard-Autorenabkürzung „L.K.Escobar“ wird verwendet, um sie als Autorin anzugeben, wenn ein botanischer Name zitiert wird. Escobar identifizierte über vierzig Arten und war für die Identifizierung von zwanzig Passiflora-Arten verantwortlich.
Sie beteiligte sich aktiv an der Konsolidierung der Reihe Flora de Colombia, die zwischen 1983 und 2009 das Wissen über die kolumbianischen Pflanzenvielfalt durch die Veröffentlichung von 26 Monographien verbreitet hat. 
Linda de Escobar starb am 15. Dezember 1993 im Alter von 53 Jahren in La Mesa, Kalifornien.

## Gedenken
An ihre Arbeit wird in der Universidad de Antioquia mit einer Gedenktafel im Botaniklabor der Biologieabteilung erinnert. Der Linda Escobar Award wurde ihr zu Ehren an der University of Texas at Austin eingerichtet.

## Veröffentlichungen (Auswahl)
- New species and varieties of Passiflora Passifloraceae from the Andes of South America. Systematic Botany 11, 1986, S. 88–97.
- Flora de Colombia. T. 10 Passifloraceae. Univ. Nacional de Colombia, 1988.
- Passifloraceae. Instituto de ciencias naturales - Museo de historia natural, 1988.
- Two New Species and a Key to Passiflora subg. Astrophea. Systematic Botany 19 (2), S. 203–210, 1994.
- Passiflora brachyantha (Passifloraceae), a New Species from the Andes of Southern Ecuador. Novon 2 (3), 1992, S. 198–200.